# Dickie Jones (cầu thủ bóng đá, sinh năm 1874)
Richard Jones (1874-không rõ) là một cầu thủ bóng đá người Anh thi đấu ở Football League cho Barnsley và Glossop.